# Pont de Ponte de Lima

Le  pont de Ponte de Lima est un pont romain situé dans la freguesia de Arca et Ponte de Lima (pt), municipalité de Ponte de Lima, district de Viana do Castelo, au Portugal.
Il est classé Monument national depuis 1910.

## Historique
Le pont romain remonte à la période de la conquête romaine de la péninsule Ibérique, ayant été construit probablement au Ier siècle sous le règne de l'empereur Auguste (27 av. J.-C.-14 apr. J.-C.).
Il fut reconstruit plus tard au Moyen Âge, probablement lorsque la ville reçut sa charte de Thérèse de León, le 4 mars 1125.
Le pont, construit en maçonnerie de pierre, comporte deux sections distinctes :
- La romaine, sur la rive droite du fleuve, à 7 arches, est partiellement recouverte par le massif dans lequel se dresse l'église Santo António da Torre Velha,
- La médiévale, avec 15 arches, dont deux sont actuellement enterrées.

## Galerie

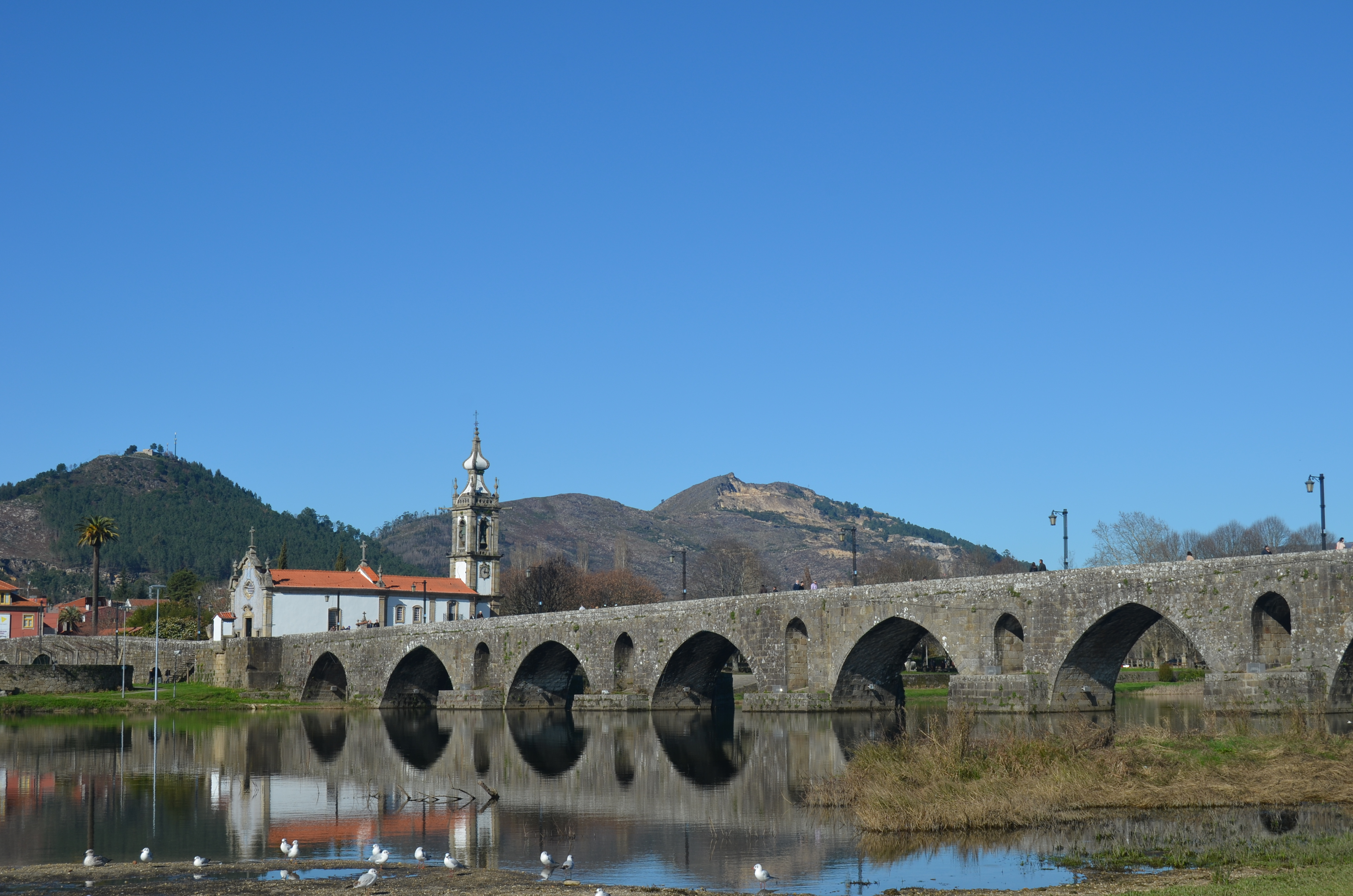
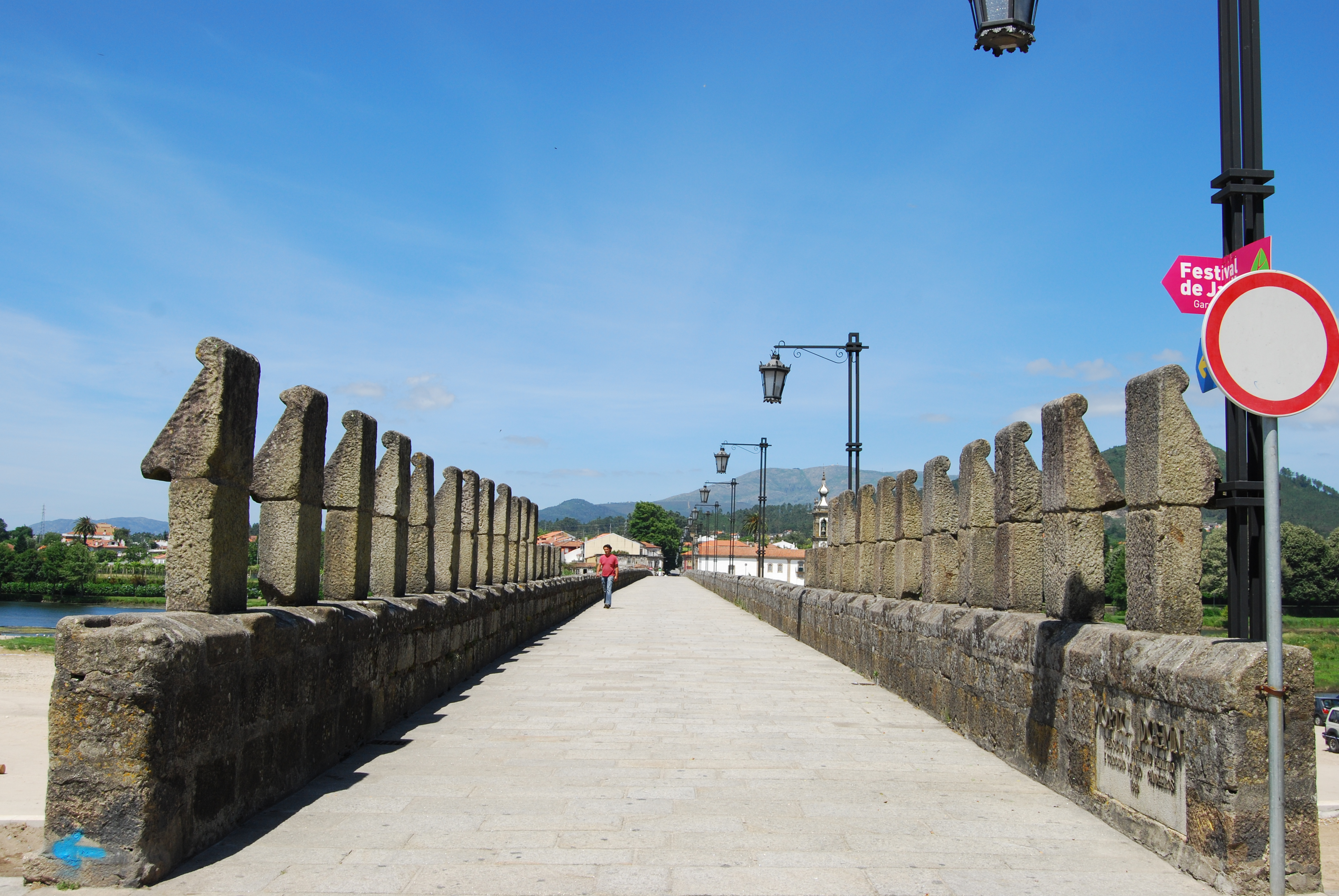